# 오노 유토
오노 유토(일본어: 小野 悠斗, 1991년 9월 28일 ~ )는 일본의 축구 선수이다.

## 구단 경력
그는 2015년부터 2019년까지 J리그의 FC 기후에서 활동하였다.